# Campionati europei di derny
I Campionati europei di derny sono una competizione di ciclismo su pista organizzata dall'Unione Europea di Ciclismo (UEC) in cui concorrono ciclisti facenti parte dei Paesi membri dell'UEC stessa nell'omonima disciplina.

## Edizioni
| Anno    | Nazione       | Città         |
| ------- | ------------- | ------------- |
| 1992-99 | non disputati | non disputati |
| 2000    | Paesi Bassi   | Amsterdam     |
| 2001    | Paesi Bassi   | Amsterdam     |
| 2002    | Paesi Bassi   | Amsterdam     |
| 2003    | Galles        | Newport       |
| 2004    | non disputati | non disputati |
| 2005    | Italia        | Dalmine       |
| 2006    | Danimarca     | Ballerup      |
| 2007    | Paesi Bassi   | Alkmaar       |
| 2008    | Paesi Bassi   | Alkmaar       |
| 2009    | Belgio        | Gand          |
| 2010    | non disputati | non disputati |
| 2011    | Italia        | Montichiari   |
| 2012    | Italia        | Montichiari   |
| 2013    | Italia        | Montichiari   |
| 2014    | Danimarca     | Ballerup      |
| 2015    | Germania      | Hannover      |
| 2016    | Danimarca     | Ballerup      |
| 2017    | Germania      | Hannover      |
| 2018    | Germania      | Erfurt        |
| 2019    | Italia        | Pordenone     |

## Albo d'oro
Aggiornato all'edizione 2019.

### Maschile
| Anno    | Vincitore          | Secondo              | Terzo                   |
| ------- | ------------------ | -------------------- | ----------------------- |
| 1962    | Peter Post         | Klaus Bugdahl        | Rik Van Looy            |
| 1963    | Peter Post         | Rik Van Steenbergen  | Palle Lykke Jensen      |
| 1964    | Peter Post         | Rik Van Steenbergen  | Palle Lykke Jensen      |
| 1965    | Peter Post         | Theo Verschueren     | Guillaume Van Tongerloo |
| 1966    | Peter Post         | Léo Proost           | Jaap Oudkerk            |
| 1967    | Peter Post         | Palle Lykke Jensen   | Wolfgang Schulze        |
| 1968    | Theo Verschueren   | Léo Proost           | Peter Post              |
| 1969    | Peter Post         | Theo Verschueren     | Léo Proost              |
| 1970    | Peter Post         | Theo Verschueren     | Romain Deloof           |
| 1971    | Theo Verschueren   | Léo Duyndam          | Alain Van Lancker       |
| 1972    | Theo Verschueren   | Graeme Gilmore       | Hans Junkermann         |
| 1973    | Theo Verschueren   | Cees Stam            | Ferdinand Bracke        |
| 1974    | Theo Verschueren   | René Pijnen          | Graeme Gilmore          |
| 1975    | Günter Haritz      | Graeme Gilmore       | Cees Stam               |
| 1976    | Ole Ritter         | Dieter Kemper        | Cees Stam               |
| 1977    | Patrick Sercu      | Dieter Kemper        | Ole Ritter              |
| 1978    | René Pijnen        | Patrick Sercu        | Martin Venix            |
| 1979    | Dietrich Thurau    | René Pijnen          | Roman Hermann           |
| 1980    | Dietrich Thurau    | Patrick Sercu        | Martin Venix            |
| 1981    | Gerrie Knetemann   | Joop Zoetemelk       | Bert Oosterbosch        |
| 1982    | Gerrie Knetemann   | Gert Frank           | René Pijnen             |
| 1983    | non disputata      | non disputata        | non disputata           |
| 1984    | Gert Frank         | Hans Känel           | Constant Tourné         |
| 1985    | Danny Clark        | Constant Tourné      | René Pijnen             |
| 1986    | Danny Clark        | Constant Tourné      | Anthony Doyle           |
| 1987    | Constant Tourné    | Danny Clark          | Uwe Bolten              |
| 1988    | Constant Tourné    | Laurent Biondi       | Roman Hermann           |
| 1989    | Luc Colijn         | Danny Clark          | Ad Wijnands             |
| 1990    | Danny Clark        | Constant Tourné      | Roland Günther          |
| 1991    | Constant Tourné    | Laurent Biondi       | Luc Colijn              |
| 1992-99 | non disputate      | non disputate        | non disputate           |
| 2000    | Jimmi Madsen       | Stefan Steinweg      | Matthew Gilmore         |
| 2001    | Matthew Gilmore    | Robert Slippens      | Jimmi Madsen            |
| 2002    | Matthew Gilmore    | Franz Stocher        | Gerd Dörich             |
| 2003    | Bradley Wiggins    | Steven De Neef       | Robert Slippens         |
| 2004    | non disputata      | non disputata        | non disputata           |
| 2005    | Alexey Shmidt      | Konstantin Ponomarev | Christian Grasmann      |
| 2006    | Iljo Keisse        | Matthé Pronk         | Stefan Loeffler         |
| 2007    | Matthé Pronk       | Iljo Keisse          | Jos Pronk               |
| 2008    | Matthé Pronk       | Aleksej Markov       | Michael Mørkøv          |
| 2009    | Kenny De Ketele    | Matthé Pronk         | Roger Kluge             |
| 2010    | non disputata      | non disputata        | non disputata           |
| 2011    | Peter Schep        | Jeff Vermeulen       | Manuel Cazzaro          |
| 2012    | Davide Viganò      | Jesper Mørkøv        | Peter Schep             |
| 2013    | Elia Viviani       | Theo Reinhardt       | Marco Coledan           |
| 2014    | Jesper Mørkøv      | Achim Burkart        | Andreas Graf            |
| 2015    | Kenny De Ketele    | Davide Viganò        | Jesper Asselman         |
| 2016    | Casper von Folsach | Jesper Asselman      | Andreas Graf            |
| 2017    | Achim Burkart      | Christoph Schweizer  | Riccardo Minali         |
| 2018    | Nick van der Lijke | Maikel Zijlaard      | Achim Burkart           |
| 2019    | Achim Burkart      | Yoeri Havik          | Marcel Franz            |

### Femminile
| Anno | Vincitrice    | Seconda           | Terza       |
| ---- | ------------- | ----------------- | ----------- |
| 2019 | Marta Cavalli | Marit Raaijmakers | Romy Kasper |